# Stenodema laevigata

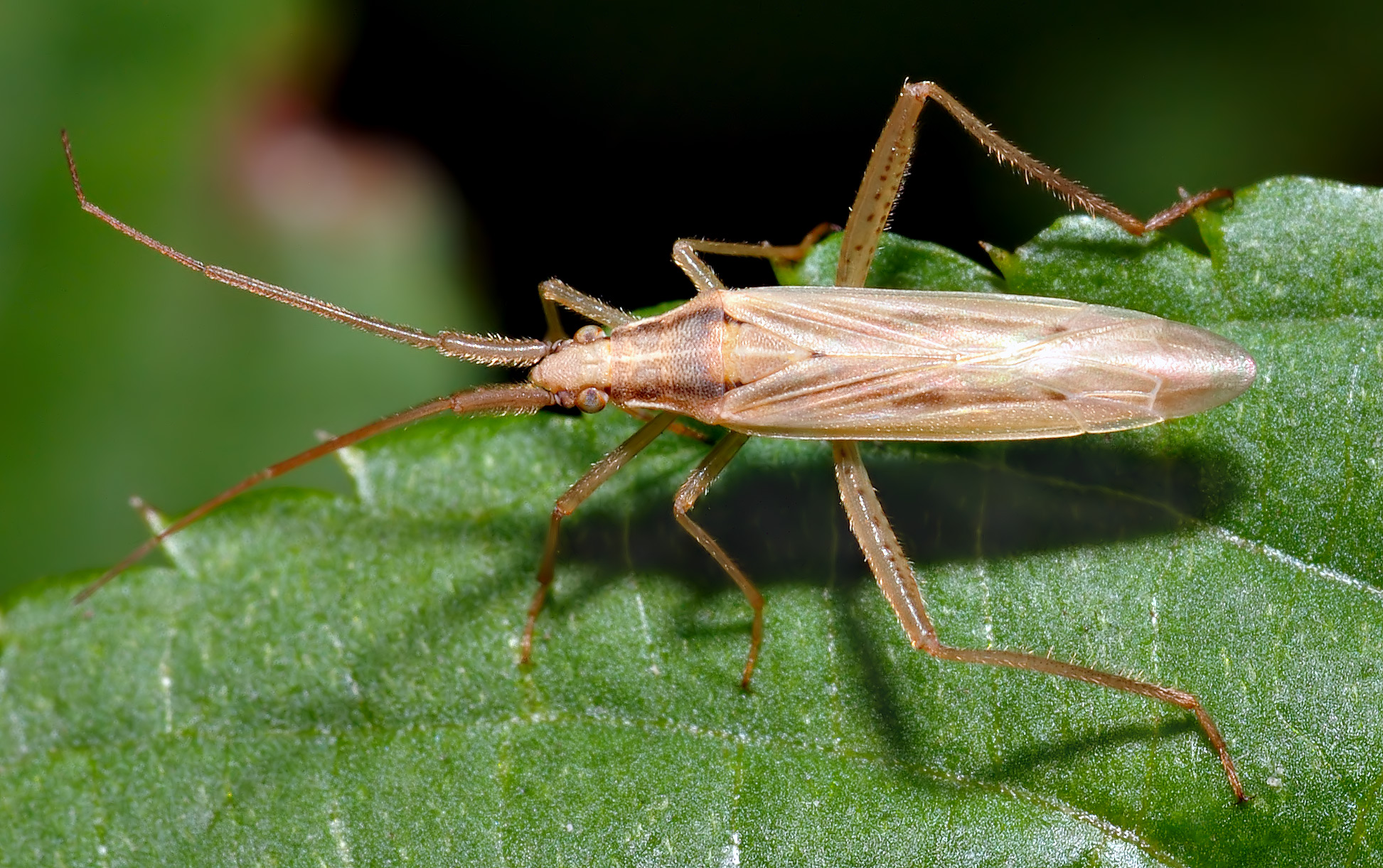
Stenodema laevigata, braune Form

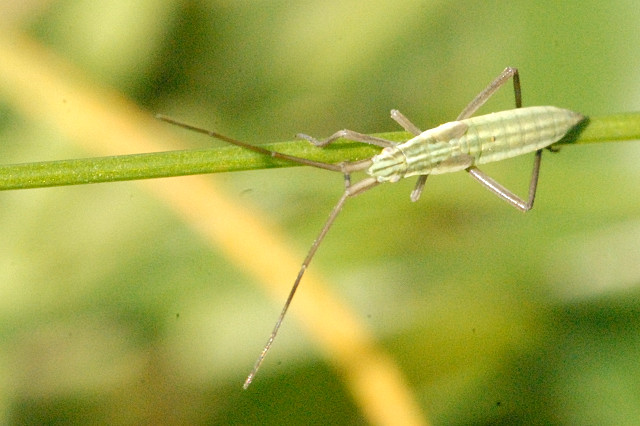
Larve von Stenodema laevigata

Stenodema laevigata, auch Glatte Grasweichwanze genannt, ist ein Wanze (Heteroptera) aus der Familie der Weichwanzen (Miridae). Sie gehört, ob ihrer Bevorzugung von Grasländern und Süßgräsern (Poaceae) als Nahrung, zur Gruppe der gemeinhin als „Graswanzen“ bezeichneten Stenodemini.

## Verbreitung und Lebensräume
Diese Wanze kommt in ganz Europa bis nach Nordafrika vor. Ihr Verbreitungsgebiet erstreckt sich nach Osten über Kleinasien und den Kaukasus bis Nordchina. Sie besiedelt bevorzugt grasreiche Biotope. Sie lebt sowohl an offenen als auch an schattigen Standorten sowie in Laub- und Nadelgehölzbeständen.

## Merkmale und Lebensweise
Stenodema laevigata ist eine langgestreckte Wanze mit Körperlängen zwischen 7,6 und 9,2 Millimetern. Ihre Färbung zeigt einen für die Gattung Stenodema kennzeichnenden Farbwechsel von Grün-, Braun- und Gelbtönen in Anpassung an die in ihrer Umgebung vorherrschenden Farben. Die verschiedenen Stadien der Ausfärbung von S. laevigata reichen von hellgelb über ocker und grün bis schließlich braun im Herbst. Die überwinternden Weibchen färben sich im Frühling nach der ersten Nahrungsaufnahme zu Grün um. Zwischen den Augen der Tiere befindet sich eine Längsfurche; das Schildchen (Scutellum) trägt zahlreiche Punktgruben. Von der sehr ähnlichen Stenodema calcarata unterscheidet sie sich durch die fehlenden Dornen am Hinterschenkel.
Stenodema laevigata ernährt sich ausschließlich von Pflanzensäften (phytophag) der Süßgräser vor allem der Gattungen Alopecurus, Dactylis, Festuca, Holcus, Agrostis, Deschampsia, Triticum, Secale und anderen. Die Larven saugen zunächst an den vegetativen Teilen wie Blättern und Halmen. Später wechseln sie auf die Blütenstände und besaugen wie auch die erwachsenen Tiere die unreifen Samen.
Die hemimetabole Wanze bildet eine Generation im Jahr. Die Weibchen legen ihre Eier im Zeitraum zwischen Juni und Juli an den Blütenständen der Wirtsgräser ab. Die ausgewachsenen geschlechtsreifen Imagines der neuen Generation erscheinen nach Abschluss ihres Nymphenstadiums ab Mitte Juni bis Ende Juli. Die Überwinterung erfolgt in trockener Bodenstreu oder in Grashorsten. Kopulationen finden nicht vor der Überwinterung statt, sondern erst im folgenden Jahr im Mai.